# Hüllkurvendemodulator
Ein Hüllkurvendemodulator, auch Hüllkurvendetektor oder inkohärenter Demodulator genannt, ist ein Demodulator für amplitudenmodulierte Signale. Damit wurden die ersten drahtlosen Radioempfangsgeräte, die Detektorempfänger, in der Nachrichtentechnik realisiert.

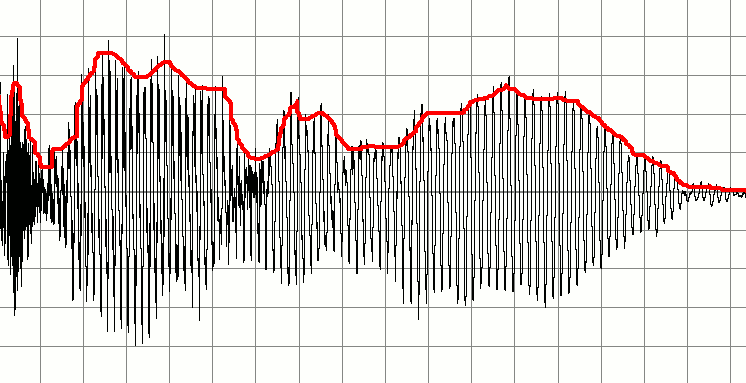
Signal mit rot markierter Hüllkurve

Einfacher Diodendetektor

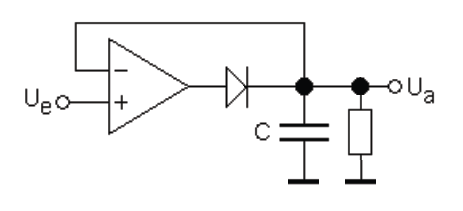
Spitzenspannungsdetektor mit Komparator

## Technische Realisierung
Ein Hüllkurvendemodulator wird im einfachsten Fall mittels einer Diode als Gleichrichter für das Eingangssignal realisiert. Diese lässt nur eine Polarität des hochfrequenten Empfangssignales passieren, sodass nur noch die obere Hälfte der Hochfrequenzschwingungen verbleibt. Danach folgt ein Tiefpass zur Entfernung des hochfrequenten Trägersignals. Als Ergebnis entsteht wieder das ursprüngliche Modulationssignal, wie zum Beispiel Sprache, Musik oder Morsezeichen. Das Signal (rote Kurve) ist lediglich von einer Gleichspannung (dem mittleren Pegel der Hochfrequenz) überlagert, die durch einen nachfolgenden Koppelkondensator entfernt werden kann.
Die Funktion der Diode lässt sich durch folgendes Gedankenexperiment verdeutlichen: Würde das Empfangssignal direkt auf den Tiefpass gegeben, so würden positive und negative Amplitudenschwankungen einander aufheben (siehe Bild). Das Ergebnis wäre 0 – man würde nichts hören.
Der 1906 von H. H. C. Dunwoody entwickelte Kristalldetektor für Funkempfänger (Gleichrichter aus einem natürlichen Mineral) in Kombination mit nachgeschaltetem Kondensator als Tiefpassfilter löste den Kohärer als reinen Detektor für umgebende Hochfrequenzsignale ab, wodurch tönender (Modulation) Empfang möglich wurde. Diese einfache Schaltung besitzt einige Nachteile:
- Signalamplituden unterhalb der Schwellenspannung von einigen 100 mV können nicht gleichgerichtet werden
- Signale mit höheren Amplituden werden verzerrt wiedergegeben, weil die Schwellenspannung kein fester Bruchteil der gleichgerichteten Spannung ist
- Die Signalquelle (meist ein Schwingkreis) wird belastet, weshalb sich Gütefaktor und Resonanzspannung verringern.

## Verbesserte Schaltungen
Diese Nachteile lassen sich durch aktive Bauelemente vermeiden, die zusätzliche Energie benötigen, die Signalquelle aber entlasten:
- Beim Kathodengleichrichter liefert ein Verstärker die benötigte Energie, außerdem entfällt die störende Schwellenspannung.
- Bei einem Spitzenspannungsgleichrichter verstärkt ein Komparator[1] die Eingangsspannung so sehr, dass die Schwellenspannung nicht mehr ins Gewicht fällt.

Deshalb können bereits Amplituden von wenigen Millivolt verzerrungsfrei gleichgerichtet werden. Die Maximalfrequenz liegt bei etwa 10 MHz.
Oft wird dabei das überlagerte Gleichspannungssignal des Demodulators zur Verstärkungsregelung und zur Anzeige der Feldstärke benutzt. Die Hüllkurvendemodulation der Zwischenfrequenz ist heute meist durch die Synchrondemodulation und teilweise durch voll digitale Signalverarbeitung des HF-Eingangssignales abgelöst worden.
Hüllkurvendetektoren finden sich unter anderem auch dort, wo ein niederfrequentes Nutzsignal von einem höherfrequenten Trägersignal isoliert werden muss (z. B. bei Synthesizern und Analysegeräten). Heute werden diese Detektoren mittels eines Digitalen Signalprozessors als Integrierte Schaltung ausgeführt.
Hüllkurvendemodulation wurde zu Zeiten des analogen Telefonnetzes verwendet, um die nicht hörbaren Zählimpulse auszuwerten.

## Abgrenzung
Hüllkurvendemodulatoren sind ausschließlich für AM mit einem Modulationsgrad m < 1 geeignet. Der Grund dafür ist, dass bei Zweiseitenband-AM die Hüllkurve bei Vektoraddition – gewissermaßen zufällig – genau der modulierenden Niederfrequenz entspricht. Fehlt ein Seitenband oder ist gar, wie bei SSB, die Trägerfrequenz zu schwach, erzeugt die Hüllkurvendemodulation untragbare Verzerrungen, wogegen ein Synchrondemodulator immer noch ein einwandfreies Signal liefert.